# 谢拉尔
谢拉尔（Shelar）是印度马哈拉施特拉邦塔納縣的一个城镇。总人口10615（2001年）。

## 人口
该地2001年总人口10615人，其中男性6611人，女性4004人；0—6岁人口1721人，其中男873人，女848人；识字率64.21%，其中男性为73.36%，女性为49.10%。